# PGC 49512
LEDA/PGC 49512, auch UGC 8859, ist eine leuchtschwache Spiralgalaxie vom Hubble-Typ Sm im Sternbild Großer Bär am Nordsternhimmel. Sie ist schätzungsweise 78 Millionen Lichtjahre von der Milchstraße entfernt und hat einen Durchmesser von etwa 50.000 Lichtjahren. Vom Sonnensystem aus entfernt sich das Objekt mit einer errechneten Radialgeschwindigkeit von näherungsweise 1.600 Kilometern pro Sekunde.
Im selben Himmelsareal befinden sich unter anderem die Galaxien NGC 5376, NGC 5379, NGC 5389, PGC 49273.